# Shapotou

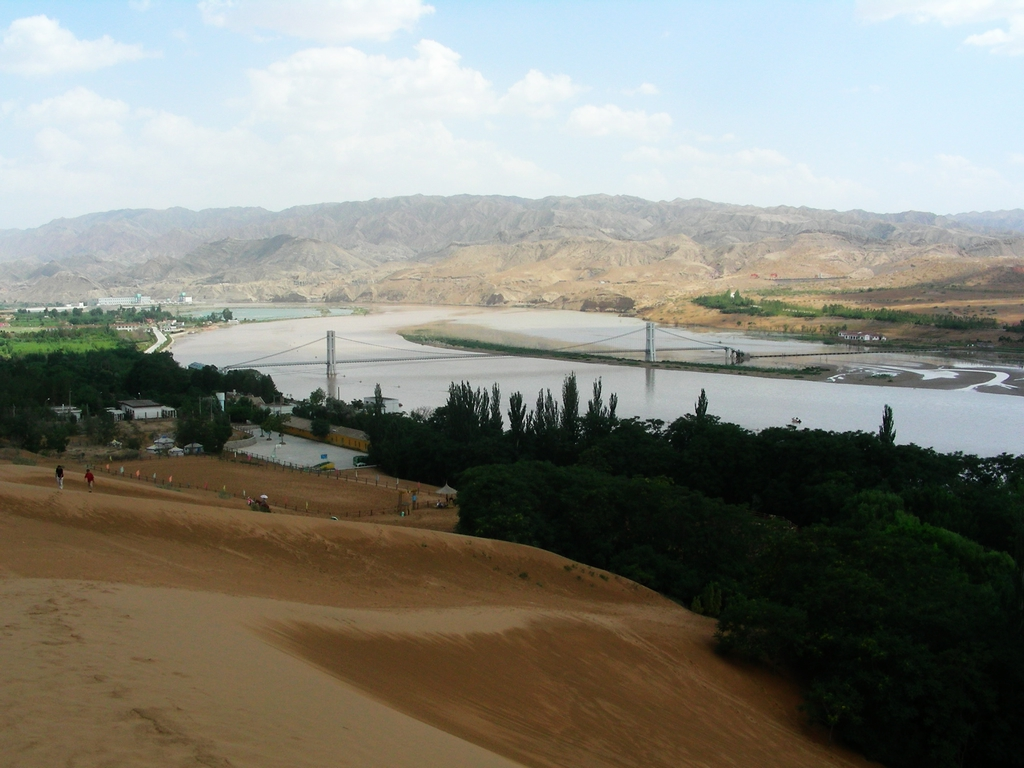
Shapotou

Der Stadtbezirk Shapotou (chinesisch 沙坡头区, Pinyin Shāpōtóu Qū) ist ein Stadtbezirk der bezirksfreien Stadt Zhongwei des Autonomen Gebiets Ningxia in der Volksrepublik China. 
Es hat eine Fläche von 5.924 Quadratkilometern. Sein Hauptort ist die Großgemeinde Binhe 滨河镇. Auf Gemeindeebene setzt er sich aus zehn Großgemeinden und zwei Gemeinden zusammen. Bei der Volkszählung 2020 hatte Stadtbezirk 399.796 Einwohner, darunter  362.899 (90,77 %) Angehörige der Han-Bevölkerung und 36.897 (9,23 %) Angehörige nationaler Minderheiten, darunter 35.292 (8,83 %) Hui-Chinesen.